# Siding Spring Survey
Siding Spring Survey, o SSS, es un proyecto de búsqueda y seguimiento sistemáticos de Objetos próximos a la Tierra, conocidos por su acrónimo en inglés: NEOs, y más específicamente los denominados asteroides potencialmente peligrosos, o PHAs, de nuevo por su acrónimo en inglés, que puedan tener órbitas tales que puedan colisionar con la Tierra. 
El proyecto se desarrolla en el Observatorio de Siding Spring, cercano a la localidad de Coonabarabran, Nueva Gales del Sur, Australia y situado a 1.150 metros sobre el nivel del mar. Está afiliado al proyecto homólogo estadounidense Catalina Sky Survey, (CSS), con el fin de cubrir el hemisferio sur. Ambos proyectos están gestionados conjuntamente por la Universidad de Arizona, de Estados Unidos, y la Universidad Nacional Australiana, de Australia, y cuentan con financiación de la NASA.
Para el proyecto se utiliza el Telescopio Schmidt Uppsala, un telescopio reflector con un espejo de 0,5 metros de diámetro y disposición newtoniana reformado y modernizado para el proyecto en 2003. Los astrónomos Robert H. McNaught y Gordon J. Garradd son los encargados de este proyecto.
Figura en la Lista de Códigos de Observatorios del Minor Planet Center con el código E12.